# Thygater seabrai
Thygater seabrai är en biart som beskrevs av Urban 1967. Thygater seabrai ingår i släktet Thygater och familjen långtungebin. Inga underarter finns listade i Catalogue of Life.